# Domínio MTV
Domínio MTV foi um programa de televisão da MTV Brasil que estreou em março de 2008 e entrava no ar de segunda a sexta-feira na MTV Brasil em duas edições diárias. O conteúdo do programa era voltado a apresentação de videoclipes intercalado com notícias do mundo da música e de entretenimento jovem. O programa era o responsável pelas estreias dos vidoclipes na programação que, posteriormente, poderia ser visto em toda a grade do canal. O programa continha dois quadros, um de entrevistas ao vivo com bandas e músicos e o outro era o Artista da Semana, onde era sempre apresentado um videoclipe por dia junto a um pouco da história de um determinado artista. Com o início da programação de verão em dezembro de 2008, o programa saiu do ar e não retornou na grade de 2009 e todos os seus apresentadores foram para outras atrações da casa. O programa obteve 2 edições.

## 1ª edição
Apresentado pelos VJs Felipe Solari e Kika Martinez das 17h às 17h45 (na segunda-feira, das 17h às 18h). Com o fim do programa, Kika passou a apresentar o Acesso MTV ao lado de Léo Madeira e Sophia Reis, já Felipe Solari ficou sendo o repórter em trânsito do MTV na Rua que era comandado pela VJ Penélope Nova.

## 2ª edição
Apresentado pela VJ Luisa Micheletti e eventualmente pela VJ Sophia Reis, às 20 horas até 21 horas. Com o fim do programa Luisa passou a apresentar o Sap MTV e também integrava o elenco do Furfles.